# 第1次ナルヴィク海戦

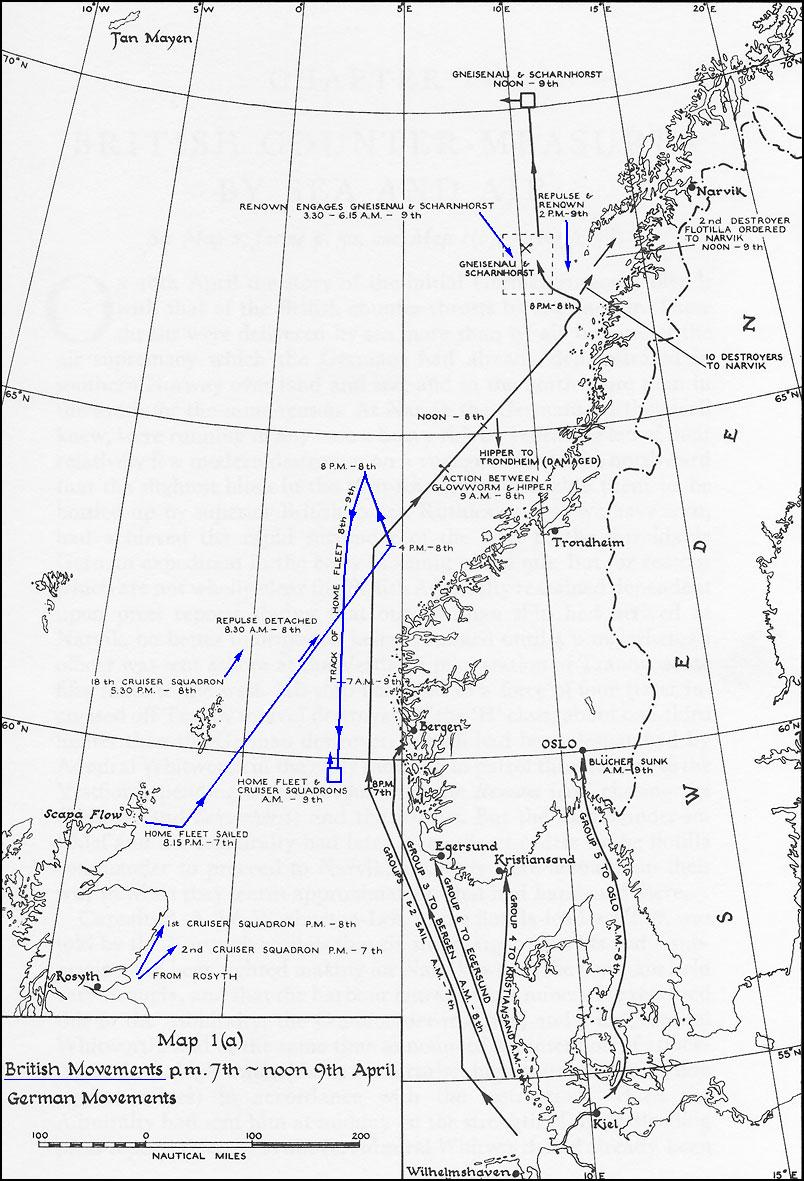
4月7日から4月9日の両軍の動き

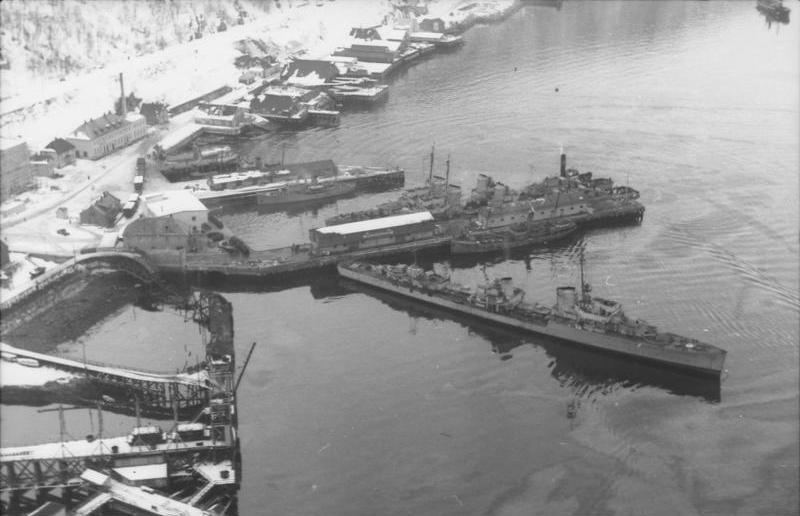
ナルヴィク在泊中のドイツ駆逐艦

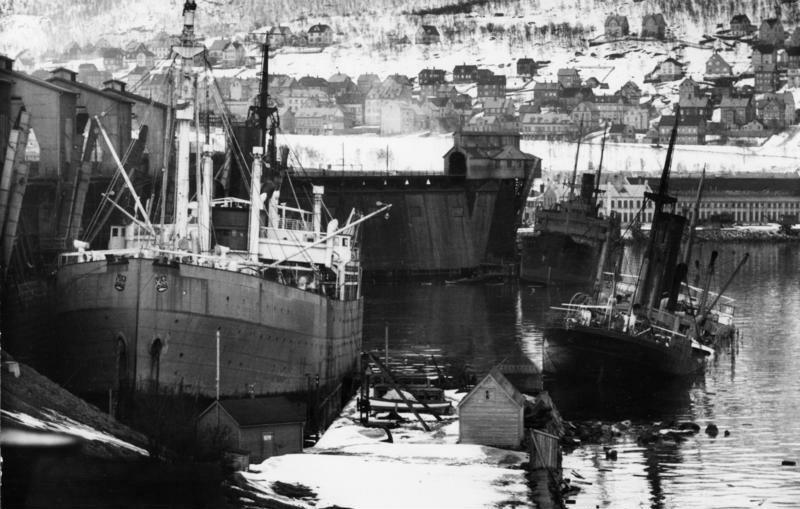
ドイツ特設給油船ヤン・ヴェレン

第1次ナルヴィク海戦（だいいちじ - かいせん、英: First naval battle of Narvik、独: Schlacht um Narvik）は、第二次世界大戦中の1940年4月10日にノルウェーのオフォトフィヨルドで生起した海戦。4月9日にドイツ海軍の駆逐艦10隻がナルヴィクに到着し、ナルヴィクを占領した。その翌日、イギリス海軍の駆逐艦5隻がフィヨルド内に進入してナルヴィク港に停泊中の艦船に攻撃をかけ、海戦が発生した。双方2隻の駆逐艦を失った。また、両軍の指揮官も戦死した。

## 海戦までの動き

### ドイツ
1940年4月、ドイツ軍はノルウェー侵攻を開始し、ノルウェー各地に向けて攻略部隊が出撃した。そのうちの一つ、ナルヴィクに向かう部隊は10隻の駆逐艦、ヴィルヘルム・ハイドカンプ、アントン・シュミット、ディーター・フォン・レーダー、ハンス・リューデマン、ヘルマン・キュンネ、ヴォルフガング・ツェンカー、エーリッヒ・ケルナー、エーリッヒ・ギーゼ、ゲオルク・ティーレ、ベルント・フォン・アルニムで構成されており、フリードリヒ・ボンテ代将に率いられていた。4月7日にドイツを出撃した攻略部隊は、トロンハイムへ向かう部隊や巡洋戦艦シャルンホルスト、グナイゼナウと共に目的地へ向けて北上した。途中、天候が荒れてきたため駆逐艦はばらばらとなってしまった。4月8日7時15分、ハンス・リューデマンがイギリス駆逐艦グローウォームと遭遇し戦闘となった。グローウォームは応援に駆けつけた重巡洋艦アドミラル・ヒッパーと交戦後、アドミラル・ヒッパーに体当たりして沈没した。
4月8日20時ごろ巡洋戦艦2隻と分かれ、ナルヴィク攻略部隊はナルヴィクのあるオフォトフィヨルドへ繋がるヴェストフィヨルドへ向かった。4月9日3時10分、遅れていたエーリッヒ・ギーゼを除く9隻の駆逐艦はオフォトフィヨルドへ入っていった。攻略部隊はノルウェーの哨戒艇2隻と遭遇し、それを降伏させた。ラムネース水道ではハンス・リューデマンとアントン・シュミットがそこにあると考えられていた要塞の占領に向かった。だが、実際には何も無かった。続いてヴォルフガング・ツェンカー、エーリッヒ・ケルナー、ヘルマン・キュンネがヘリヤンクスフィヨルドのエルヴェゴールに兵員を上陸させに向かい、そこを占領した。また、ディーター・フォン・レーダーはフィヨルド入り口の監視に残された。そして残りの3隻、旗艦のヴィルヘルム・ハイドカンプとゲオルク・ティーレ、ベルント・フォン・アルニムの3隻はナルヴィクへ向かった。ナルヴィク港にはノルウェー海軍のノルゲ級海防戦艦エイスヴォルとノルゲがいた。天候は吹雪で視界は非常に悪かった。アイツヴォルはドイツの駆逐艦に対して停船を命じた。ボンテは士官を派遣し、その間にゲオルク・ティーレ、ベルント・フォン・アルニムは姿を消した。派遣された士官は降伏を要求、それが拒否されたため士官がアイツヴォルを離れた後ヴィルヘルム・ハイドカンプは魚雷を発射した。4時37分、2本の魚雷が命中したアイツヴォルは爆沈した。もう1隻の海防戦艦ノルゲは波止場の付近にベルント・フォン・アルニムを発見した。ノルゲはベルント・フォン・アルニムに対し砲撃を開始したが命中せず、ベルント・フォン・アルニムも反撃した。4時55分、ベルント・フォン・アルニムの発射した魚雷が命中したノルゲは転覆、沈没した。アイツヴォルでは175名が戦死して生存者は8名、ノルゲでは101名が戦死して生存者は90名であった。
ドイツ軍の計画では、10隻の駆逐艦は、陸兵を上陸させた後に、あらかじめ先着している筈の給油船2隻から給油を受けたのち、4月9日の夜に、ナルヴィクを脱出してドイツへ向かうことになっていた。ソ連ムルマンスク州からきた油槽船ヤン・ヴェレンは到着していたが、ドイツから来るはずの他の油槽船カテガット及びスカゲラックはノルウェー・イギリス艦艇に捕捉されて自沈しており、到達できなかった。このため、同時に給油できるのは駆逐艦2隻だけで、4月9日の夜に帰途に付くのは不可能だった。4月9日が終わる頃に給油がすんでいたのは、ヴィルヘルム・ハイドカンプを含む3隻だけだった。
更に、ドイツ軍は、ノルウェーの沿岸砲台を占領してそれを港の防衛に使うつもりだったが、実際にはナルヴィクに沿岸砲台はなかったので、港の防衛に使える陸上設備はなにもなかった。
ドイツ海軍は、Uボート3隻をオフォト・フィヨルドに警戒の為、配置したが、4月9日の夜は荒天であり、Uボートによる哨戒は十分ではなかった。

### イギリス
4月7日、第2駆逐群（駆逐艦ハーディ、ホットスパー、ハヴォック、ハンター、バーナード・ウォーバートン＝リー大佐指揮）と第20駆逐群の駆逐艦4隻がシェトランド諸島から出撃した。出撃の目的はノルウェー沿岸への機雷敷設（ウィルフレッド作戦）である。これらの駆逐艦は、ウィリアム・ホイットワース中将が指揮する巡洋戦艦レナウンとその護衛の駆逐艦4隻と合流しヴェストフィヨルド入り口へ向かった。途中で駆逐艦グローウォームがはぐれた。グローウォームはドイツ艦隊と遭遇し戦闘後沈没した。目的地到着後第2駆逐群と第20駆逐群はレナウンと別れ機雷敷設を行った。
4月8日10時45分、第2駆逐群と第20駆逐群はレナウンとの合流を命じられた。同日18時50分、ホイットワース中将はナルヴィクへ向かうドイツ軍部隊の阻止を命じられた。だが、ホイットワース中将は、荒天の中夜間に危険な海域であるヴェストフィヨルドにドイツ軍が入ることはないと考えこの命令には従わなかった。しかし、実際にはこの間にドイツのナルヴィク攻略部隊はヴェストフィヨルドに入っていた。
4月9日午前、レナウンを中心とするイギリス艦隊はロフォーテン諸島沖でドイツの巡洋戦艦シャルンホルスト、グナイゼナウと交戦した。この海戦後第2駆逐群はヴェストフィヨルドの哨戒へ派遣された。
続いて第2駆逐群はナルヴィクへ向かうよう命じられた。ウォーバートン・リーはノルウェー人から、ナルヴィクは既に占領されており、6隻の駆逐艦と1隻のUボートがいて、機雷も敷設されているであろうとの情報を得た。この時までに、駆逐艦ホスタイルが加わった。夜明けに攻撃をおこなうため第2駆逐群は一旦ナルヴィクとは反対方向に向かい、それからオフトフィヨルド入り口へと向かった。4月9日21時には南西に向かう第2駆逐群がドイツ潜水艦U51によって発見されている。
オフォトフィヨルド入り口付近には2隻のドイツ潜水艦U25とU46がいたが、それらには発見されなかった。イギリスの駆逐艦はナルヴィク港の入り口まで気づかれることなくたどり着き、4時30分頃港内のドイツ駆逐艦に対し攻撃を開始した。

## 海戦発生時のドイツ軍の状況
海戦発生時、ナルヴィク港内にはディーター・フォン・レーダー、アントン・シュミット、ヴィルヘルム・ハイドカンプ、ヘルマン・キュンネ、ハンス・リューデマンがいた。ヘルマン・キュンネとハンス・リューデマンはヤン・ヴェレンから給油を受けているところであった。また、この他に23隻の商船も停泊していた。
ヴォルフガング・ツェンカー、エーリッヒ・ケルナー、エーリッヒ・ギーゼの3隻はヘリヤンクスフィヨルドのエルヴェゴールに、ゲオルク・ティーレとベルント・フォン・アルニムはバランゲンフィヨルドにいた。

## 海戦経過

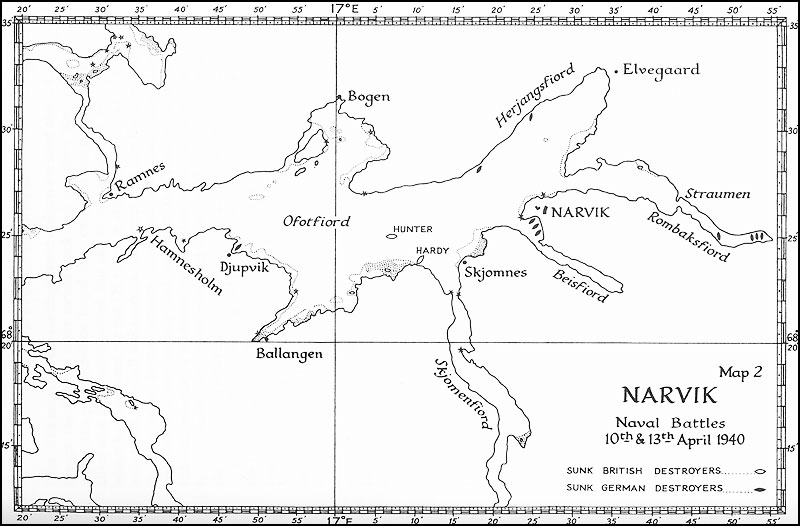
第1次ナルヴィク海戦と第2次ナルヴィク海戦の沈没艦の位置

イギリスの駆逐艦はハーディ、ハンター、ハヴォックの順でナルヴィク港入り口に入り、港内の艦船に対して攻撃をおこなった。残りの2隻、ホスタイルとホットスパーは港の北側を調べに向かった。
まずハーディが3本の魚雷を発射した。そのうちの1本がドイツ側の旗艦ヴィルヘルム・ハイドカンプに命中し、弾薬が誘爆して、座乗していたナルヴィク攻略部隊の指揮官フリードリヒ・ボンテ代将も戦死した。残り2本の内1本は商船に命中した。ハーディはさらに4本の魚雷を発射したがこれはすべて外れた。続いてハンターが8本の魚雷を発射し、駆逐艦アントン・シュミットに1本命中させた。また砲撃でもアントン・シュミットに命中弾を与えた。次いでハヴォックが港内に入り、3本の魚雷を発射した。内1本がアントン・シュミットに命中した。アントン・シュミットは爆沈し、その影響で近くにいたヘルマン・キュンネは航行不能となった。残り2本の魚雷は商船に命中した。また、ハヴォックはハンス・リューデマンに2発の命中弾を与えた。港の北の調査に向かっていたホスタイルとホットスパーも何も発見できなかったことから攻撃に加わった。ホットスパーは4本の魚雷を発射し、2本が商船に命中した。ホスタイルはディーター・フォン・レーダーに2発の命中弾を与えた。この後も砲戦は続き、ディーター・フォン・レーダーはさらに命中弾を受けた。5時5分、ディーター・フォン・レーダーは8本の魚雷を発射したが命中しなかった。イギリス側は煙で港内の様子がわからなくなったため一旦港外に出た。この時点でイギリス側に命中弾を受けた艦はなかった。
各艦の残存魚雷半数を確認し、港内の敵はほぼ撃破し港外には敵は見当たらないためウォーバートン＝リーは撤退前にもう一度攻撃することを決めた。この攻撃の際、ホスタイルは4本の魚雷を発射した。ハンス・リューデマンも4本の魚雷を発射したが命中しなかった。また、ホスタイルが命中弾1発を受けた。
イギリス軍の攻撃が始まってから約1時間後、ヘリヤンクスフィヨルドからエリッヒ・バイ中佐（第4駆逐隊司令）指揮するドイツ駆逐艦ヴォルフガング・ツェンカー、エーリッヒ・ケルナー、エーリッヒ・ギーゼが現れた。5時40分にハーディとハヴォックがそれを発見し、ウォーバートン＝リーは撤退を命じた。ドイツ駆逐艦と、西へ退避するイギリス駆逐艦は交戦したが、共に命中弾は得られなかった。
バランゲンフィヨルドに停泊していたフリッツ・ベルガー中佐（第1駆逐隊司令）指揮のドイツ駆逐艦ゲオルク・ティーレとベルント・フォン・アルニムは5時50分にバランゲンフィヨルドを出た。ウォーバートン・リーはこの2隻の駆逐艦を味方の増援だと誤認した。5時57分、ドイツ駆逐艦は砲撃を開始した。まず、ハーディが命中弾を受けた。艦橋への命中弾でバーナード・ウォーバートン＝リー大佐も致命傷をおった。大きな損害を受けたハーディは南に向かい岸に乗り上げた。ゲオルク・ティーレとベルント・フォン・アルニムはイギリス駆逐艦の前を横切って東方向へ向かい、後方のイギリス駆逐艦も戦闘に加わった。この間にハヴォックが5本、ホスタイルが4本、ゲオルク・ティーレは2本、ベルント・フォン・アルニムが1本の魚雷を発射したが、これらはすべて外れた。それから、ドイツ駆逐艦2隻は取り舵を取って西に向きを変えた。ゲオルク・ティーレがボイラー室に命中弾を受け、ハンターも被弾炎上した。ドイツ駆逐艦はイギリス駆逐艦の前に出た。ゲオルク・ティーレは3発被弾したが、3本の魚雷を発射し、1本がハンターに命中した。その後ろを航行していたホットスパーは2本の魚雷を発射した直後に被弾し、操艦不能となって6時15分頃ハンターと衝突した。この頃にはバイ中佐が率いる駆逐艦も再び戦闘に加わり、ハンターとホットスパーは5隻の駆逐艦による攻撃を受けた。ハンターとホットスパーも反撃し、ベルント・フォン・アルニムに命中弾を与えた。
ホットスパーはハンターと離れることに成功し、ハヴォックとホスタイルに援護されてフィヨルド外へ退避していった。ハンターは沈没した。ドイツ側は深刻な燃料不足などもあって追撃を断念した。
退避中、イギリスの駆逐艦は弾薬を積んだドイツ船ラウェンフェルス（Rauenfels、8,460 BRT）を発見し沈めた。

## 結果
ドイツ側はヴィルヘルム・ハイドカンプとアントン・シュミットの2隻を、イギリス側はハーディとハンターの2隻を失った。また、両軍の指揮官ウォーバートン＝リー大佐とフリードリヒ・ボンテ代将が戦死した。
後にイギリスは戦死したウォーバートン＝リー大佐にビクトリア十字勲章を授与し、ドイツはフリードリヒ・ボンテ代将に騎士鉄十字章を授与した。
後の研究では、ナルヴィクから、外洋への出口は、ヴェストフィヨルドを南へ抜けるか、Ramsund水道を北西に抜けるしかなく、4月10日には、戦艦3隻、巡洋戦艦2隻、空母1隻を含む圧倒的な艦隊が周辺海域に揃う予定だったので、ドイツ側駆逐艦に比べると武装が劣って、数も少ない5隻の駆逐艦で、4月9日夜に突入する必要があったのか、という点は指摘されている。

## その後
イギリス軍は1940年4月13日に再び攻撃をかけ第2次ナルヴィク海戦が発生。その海戦でナルヴィクのドイツ駆逐艦は全滅した。

## 参加艦艇
- ドイツ海軍：駆逐艦10隻
  - ナルヴィク攻略部隊（フリードリヒ・ボンテ代将）
    - 独立旗艦：ヴィルヘルム・ハイドカンプ
    - 第1駆逐隊：ゲオルク・ティーレ
    - 第3駆逐隊：ハンス・リューデマン、ディーター・フォン・レーダー、ヘルマン・キュンネ、アントン・シュミット、
    - 第4駆逐隊：ヴォルフガング・ツェンカー、エーリッヒ・ケルナー、エーリッヒ・ギーゼ、ベルント・フォン・アルニム
- イギリス海軍：駆逐艦5隻
  - 第2駆逐隊（バーナード・ウォーバートン＝リー大佐）
    - ハーディ、ハンター、ハヴォック、ホットスパー、ホスタイル

損害
- ドイツ海軍
  - 沈没：駆逐艦ヴィルヘルム・ハイドカンプ（戦死81）、アントン・シュミット（戦死50）
  - 大破：駆逐艦データー・フォン・レーダー（戦死13）、ゲオルク・ティーレ（戦死13）、ベルント・フォン・アルニム（戦死2）
  - 中破：駆逐艦ハンス・リューデマン（戦死2）
  - 小破：駆逐艦ヘルマン・キュンネ（戦死9）
- イギリス海軍
  - 沈没：駆逐艦ハーディー（戦死19）、ハンター（戦死108）
  - 大破：駆逐艦ホットスパー（戦死20）